# Slatina (Srebrenica)
Slatina är en ort i Bosnien och Hercegovina. Den ligger i entiteten Republika Srpska, i den östra delen av landet, 70 km öster om huvudstaden Sarajevo. Slatina ligger 690 meter över havet och antalet invånare är 139.
Terrängen runt Slatina är huvudsakligen kuperad. Slatina ligger uppe på en höjd. Närmaste större samhälle är Milići, 8,8 km väster om Slatina. 
Omgivningarna runt Slatina är en mosaik av jordbruksmark och naturlig växtlighet. Runt Slatina är det ganska tätbefolkat, med 67 invånare per kvadratkilometer.